# Авторское право в Грузии
Закон об авторском праве Грузии юридически определяет права создателей творческих и художественных произведений в соответствии с грузинским законодательством.
Действующее в настоящее время законодательство в Грузии в области авторского права основано на законе об авторском праве и смежных правах (груз. საქართველოს კანონი საავტორო და მომიჯნავე უფლებების შესახებ) от 22 июня 1999 года, заменившем ст. 488—528 Гражданского кодекса Грузии от 1964 года. В то время как старый закон следовал советскому от 1961 года, новый закон в значительной степени зависит от законов об авторском праве Европейского Союза.
Срок защиты авторских прав в общем случае равен 70 годам с момента смерти автора, после чего произведение переходит в общественное достояние.

## Объекты авторского права
В соответствии со ст. 5 пункт 1, авторское право распространяется на произведения науки, литературы и искусства, являющиеся результатом интеллектуальной, творческий деятельности.
Эти работы включают в себя (статья 6 пункт 1): литературные произведения (книги, брошюры, статьи, компьютерные программы и т. п.) драматические и драматические музыкально-драматические произведения, хореографические произведения или пантомимы и другие театральные работы музыкальные произведения с текстом или без текста аудиовизуальных произведений (кино-, теле-, видео фильмы, и т.д .; ст. 15), скульптурные живопись, графика, литографии, архитектурные произведения, эскизы, производные работы и т. д.
Исключаются (статья 8):
- официальные документы (законы, решения судов, иные тексты административного и нормативного характера), а также их официальные переводы;
- официальные символы государства (флаг, герб, гимн, награды, денежные знаки, другие официальные знаки и символы государства);
- информация о событиях и фактах.

Разрешены:
- воспроизведение физическими лицами для личных целей
- воспроизведение библиотеками и архивами в целях сохранения (ст. 22 подпункт а) или по требованию физических лиц для образовательных, научных или личных целей (ст. 22 подпункт б)
- воспроизведение отдельных статей, небольших работ или небольших отрывков образовательными учреждениями для учебных целей (ст. 22 подпункт с)
- воспроизведение или сообщение для всеобщего сведения ограниченных цитат (ст. 23)
- воспроизведение или сообщение для всеобщего сведения произведений, постоянно расположенных в местах, открытых для свободного посещения (ст. 24)
- публичное исполнение музыкальных произведений на церемониях (ст. 25)
- воспроизведение для судебных разбирательств (ст. 26)
- некоторые виды использования компьютерных программ и баз данных (ст. 28-30).

## Срок действия авторского права
В то время как некоторые моральные права не ограничены во времени (ст. 33), авторское право в целом действует в течение жизни автора и ещё 70 лет после смерти (ст. 31, 32).
Человек, который после истечения срока авторского права, издает сначала работу, которая не была опубликована ранее, пользуется экономическими правами (ст. 18 п. 8) в течение 25 лет с даты опубликования (ст. 32 п. 6).
Тем не менее, после истечения срока авторского права плата может взиматься за использование произведения в пределах территории Грузии (ст. 34, пункт 2).